# Фергусоніт
Фергусоніт — мінерал підкласу складних оксидів, танталоніобат ітрію і лантаноїдів.
Названий 1826 року Вільгельмом Гайдінгером на честь британского політика та геолога Роберта Фергусона.
Синоніми — брагіт, тирит (тіріт), сипіліт, фергюсоніт.

## Загальна характеристика
Хімічна формула: (Y, TR) [(Nb, Ta)О4].
За «Fleischer's Glossary» (2004):
- фергусоніт-Се — (Ce, La, Y) NbO4;
- фергусоніт-Nd — (Nd, Ce) (Nb, Ti) O4;
- фергусоніт-Y — YNbO4;
- фергусоніт- beta-Ce — (Ce, La, Nd) NbO4;
- фергусоніт-beta-Nd — (Nd, Ce) NbO4;
- фергусоніт-beta-Y — YNbO4.

Вміст Nb2O5 досягає 51,5 %; сума оксидів ітрію і важких лантаноїдів 32,5-51,5 %. Різновид ризерит містить 6,0-7,8 % TiO2. Танталовий аналог Ф. — форманіт (47,5-55,5 % Ta2О5). При заміні ітрієвих земель церієвими Ф. переходить у рідкісний церофергусоніт (броценіт). Домішки: ThO2 (до 6,8 %) і UO2 (1-4 %).
Сингонія тетрагональна. Тетрагонально-дипірамідальний вид. Кристалічна структура близька до шеєліту. Форми виділення — довгопризматичні і голчаті, бочкоподібні і дипірамідальні кристали розміром до 2 см. Спайність відсутня. Густина 4,18-6,03. Тв. 5,0-6,5. Колір від жовтого і кремового до темно-бурого і чорного. Блиск смоляний або алмазний. Злам раковистий. Крихкий. Полігенний мінерал.

## Поширення
Присутній у рідкіснометалічних гранітах і альбітитах нефелінових сієнітів. Найбільш характерний для урано-рідкісноземельних пегматитів, де асоціює з гадолінітом, ортитом, монацитом. У значних скупченнях являє промисловий інтерес г.ч. як джерело ітрію. Знахідки: Арендаль, Гундголмен (Норвегія), Рісьор, Іттербі (Швеція), ФІнляндія, р-н Юліанегоба (Ґренландія), Морогоро (Танзанія), Бікіта (Зімбабве), шт. Техас (США), Урал (РФ), Приазов'я (Україна).

## Різновиди
Розрізняють:
- фергусоніт-дигідрат (гіпотетична гідратна форма фергусоніту),
- фергусоніт ербіїстий (різновид фергусоніту з родовища Челле (Норвегія), який містить 13,95 % Er2O3),
- фергусоніт-моногідрат (гіпотетична гідратна форма фергусоніту),
- фергусоніт титановий (різновид фергусоніту, який містить до 6 % Ті),
- фергусоніт-тригідрат (гіпотетична гідратна форма фергусоніту),
- α-фергусоніт (зайва назва фергусоніту),
- β-фергусоніт — природна моноклінна модифікація фергусоніту.